# Siloe Patera
La Siloe Patera è una struttura geologica della superficie di Marte.